# Culebra, Puerto Rico
Isla Culebra (phát âm tiếng Tây Ban Nha: [kuˈleβɾa], đảo rắn) là một municipio của Puerto Rico, về địa lý thuộc về quần đảo Virgin Tây Ban Nha. Nó nằm cách đảo lớn Puerto Rico khoảng 17 dặm (27 km) về phía đông, cách St. Thomas 12 dặm (19 km) về phía tây, cách Vieques 9 dặm (14 km) về phía bắc. Culebra được chia 5 phân khu, trong đó Culebra Pueblo (Dewey) là trung tâm hành chính của đảo. Người dân trên đảo được gọi là culebrenses trong tiếng Tây Ban Nha. Với dân số 1.818 người theo thống kê 2010, đây là municipio ít dân nhất Puerto Rico.
Ngoài hai tên cũ, nay lỗi thời Isla del Pasaje và Isla de San Ildefonso, Culebra còn được gọi là Isla Chiquita ("hòn đảo bé nhỏ"), Cuna del Sol Borincano ("cái nôi mặt trời Puerto Rico") và Última Virgen ("Virgin cuối cùng", do nó nằm ngoài rìa quần đảo Virgin).

## Hình ảnh

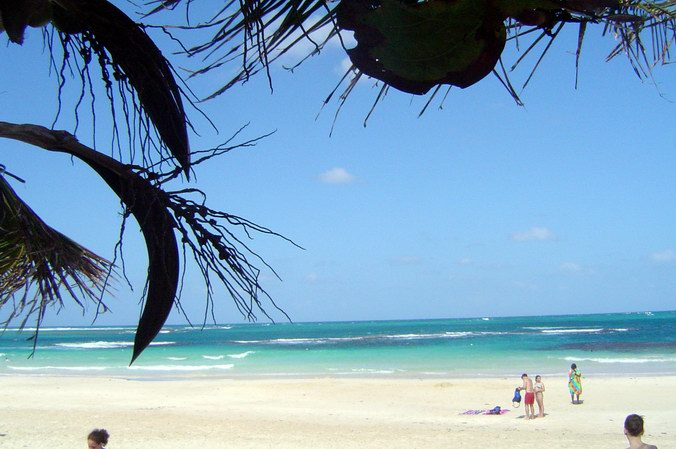
Bãi Flamenco
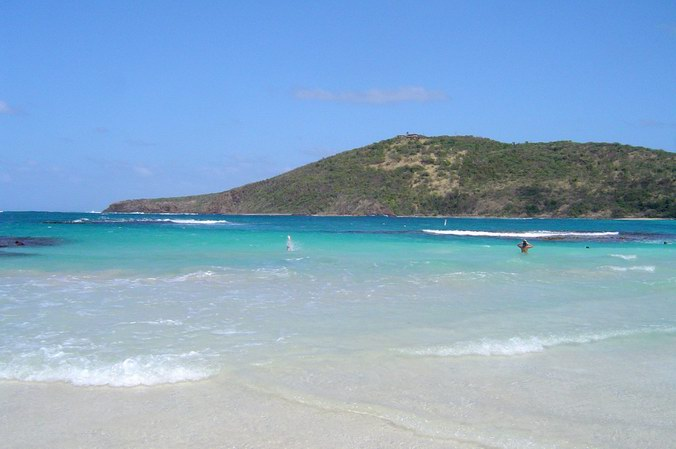
Bãi Flamenco
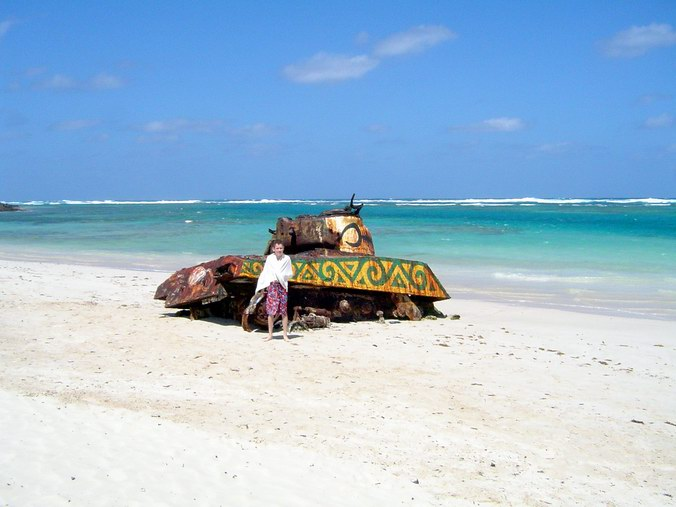
Một chiếc xe tăng cũ trên bãi Flamenco
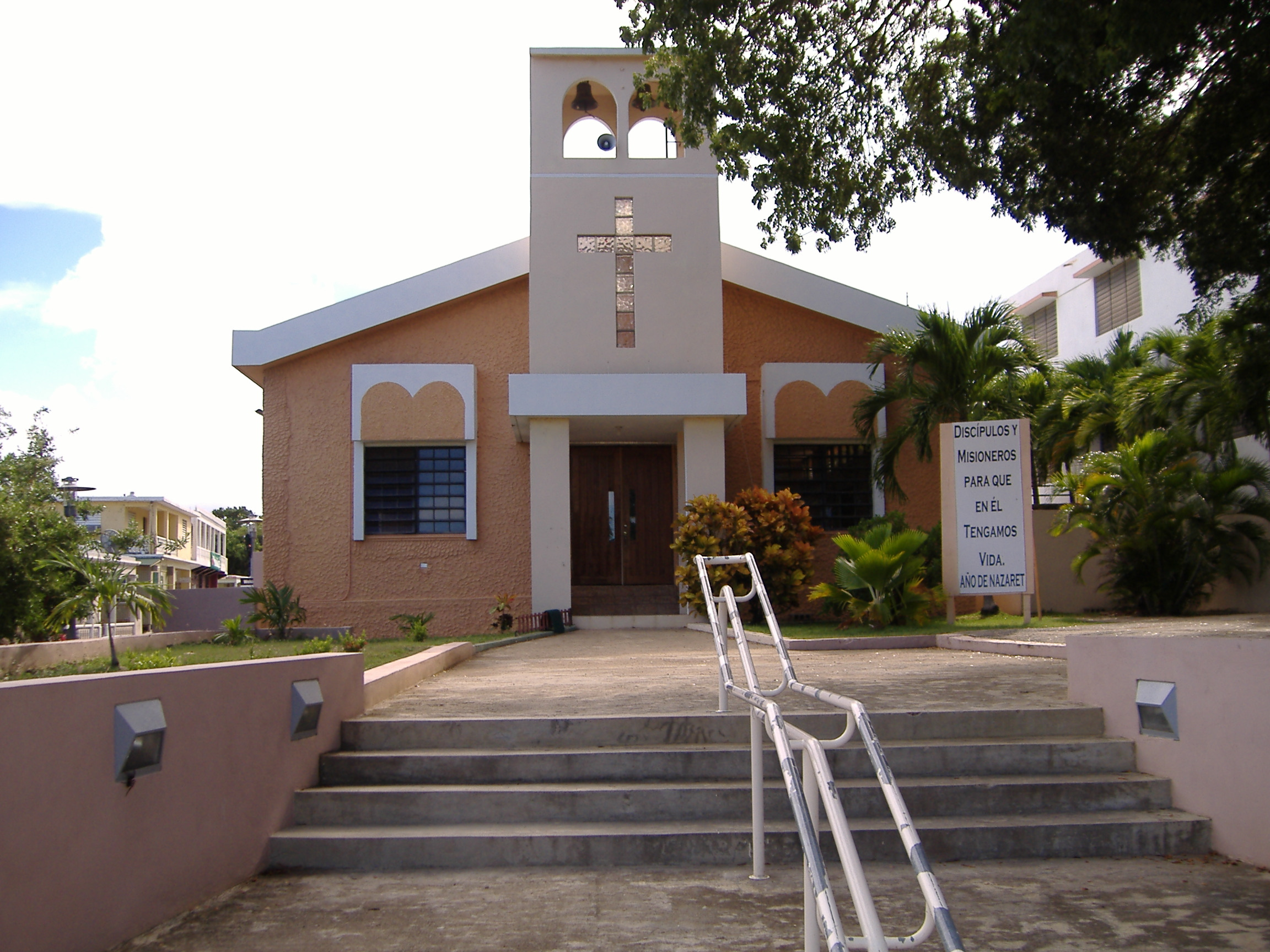
Nhà thờ
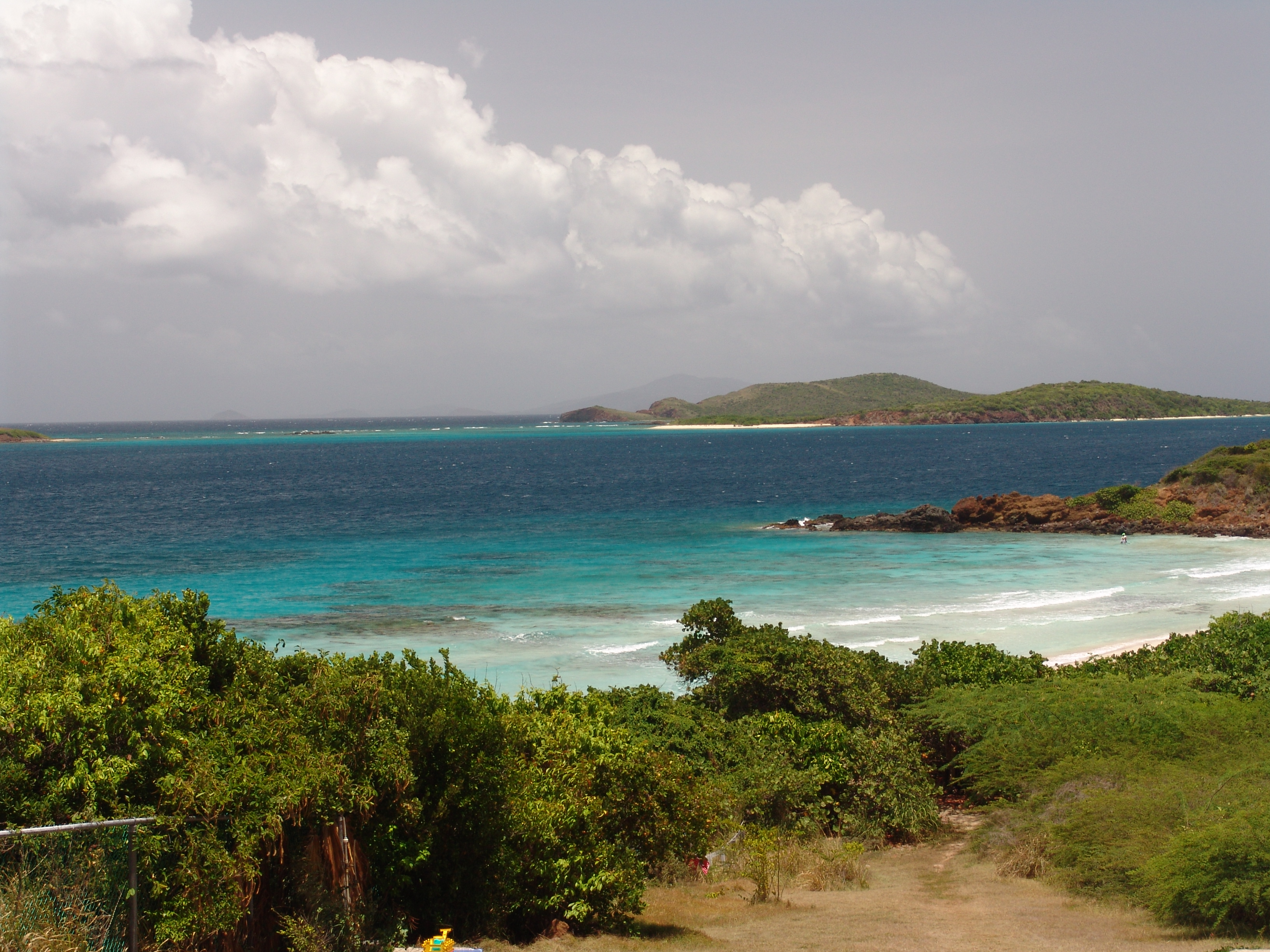
Nãi Flamenco
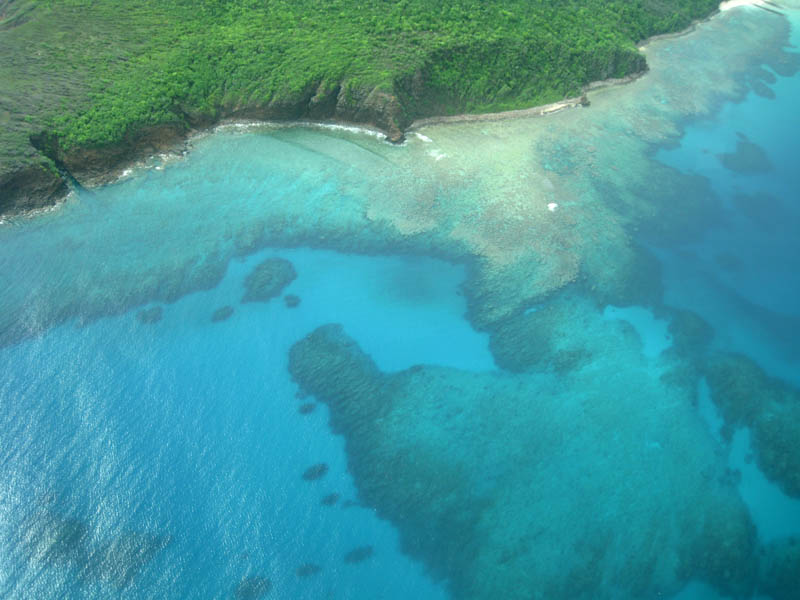
Tây bắc vịnh Flamenco
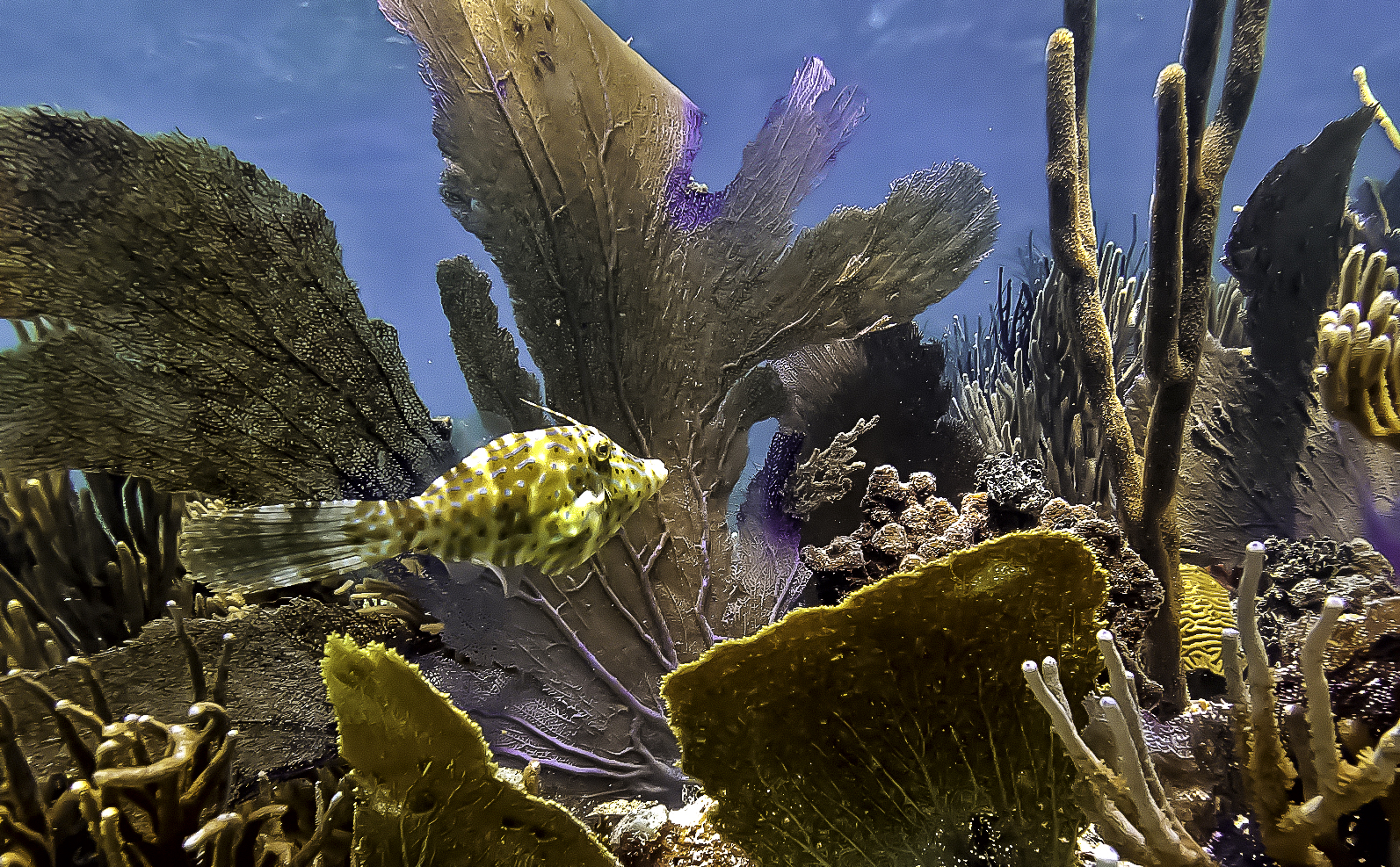
San hô Culebra
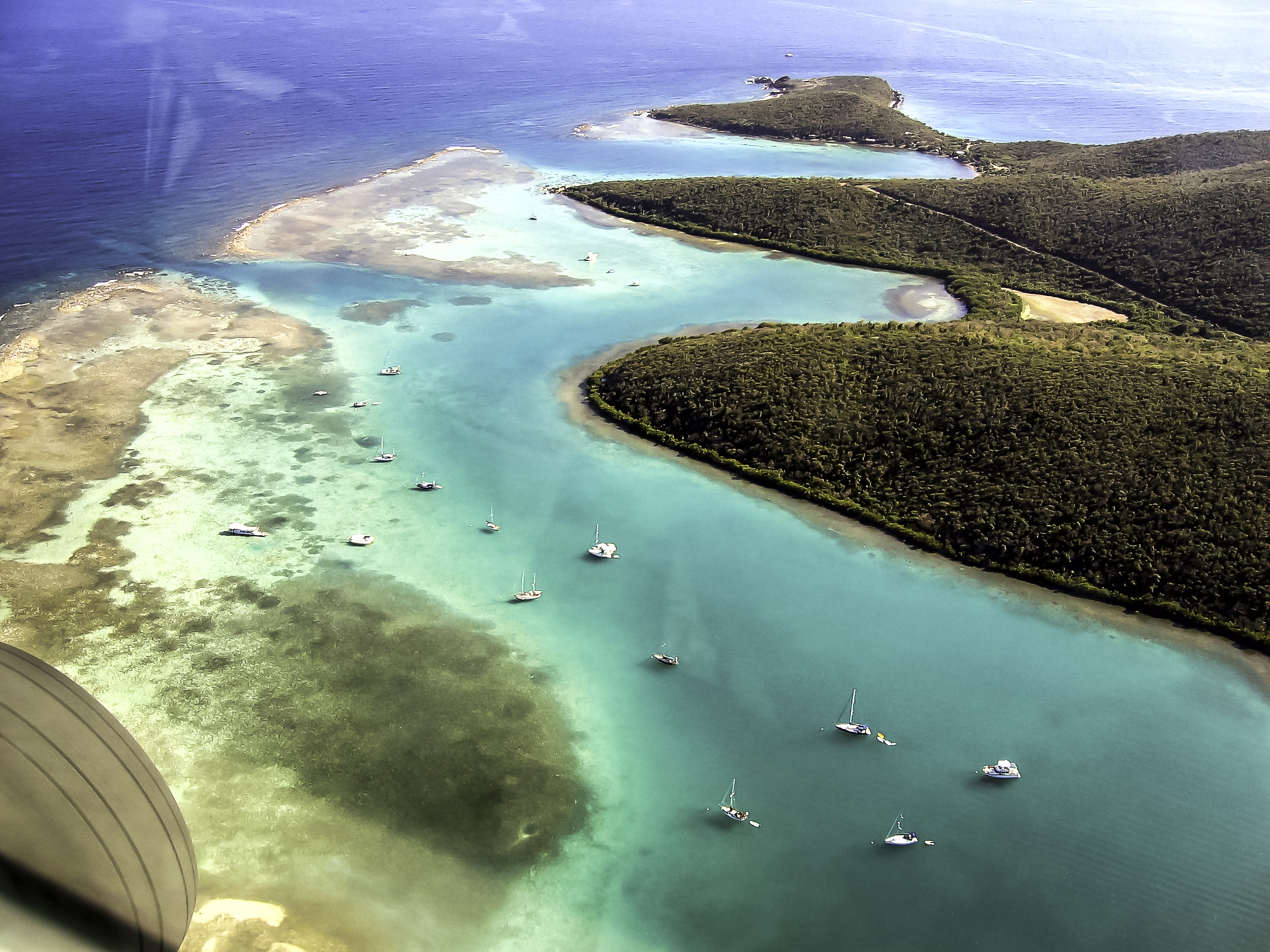
Ensenada Honda
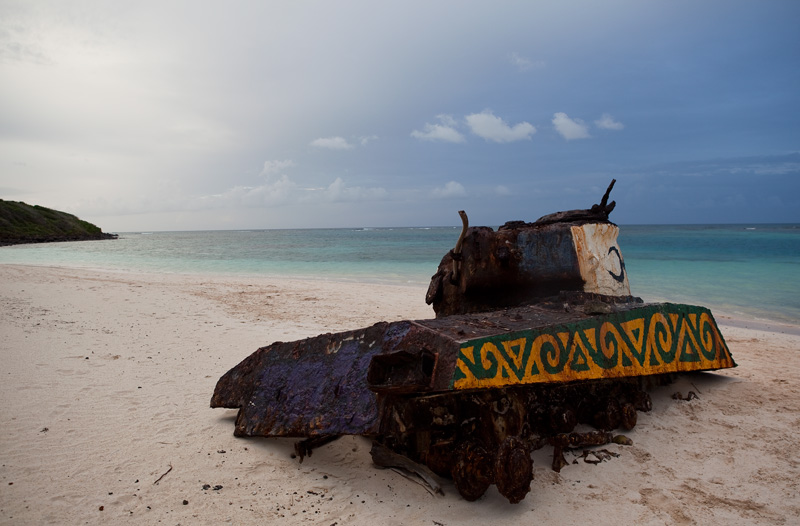
Xe tăng M4A3 Sherman trên bãi Flamenco